# Heather Findlay
Heather Findlay (7 maart 1977) is een Engelse zangeres, die voornamelijk bekendheid kreeg als zangeres van Mostly Autumn, maar deels ook via de roddelbladen als vriendin van Fish.
Findlay bracht haar jeugd door in diverse stadjes in Engeland, maar kwam in haar negende levensjaar terecht in York. Muziek komt haar oren in via een bijna constant spelende geluidsinstallatie thuis en op haar dertiende kreeg ze van haar opa haar eerste muziekinstrument, een gitaar. Dan ook kreeg ze haar voorliefde voor muziek van Kate Bush, Fleetwood Mac (stem lijkt op toenmalige Stevie Nicks), maar ook The Beatles. Op haar negentiende, bij een deels mislukte studie kunst, trad ze op in het clubcircuit. Daar werd ze in 1997 "ontdekt" door Bryan Josh van Mostly Autumn en ze trad toe tot de band. Vervolgens maakte ze 13 jaar uit van die muziekgroep om in januari 2010 mee te delen, dat ze iets anders wilde. Ze ging vanaf dan solo.
In april 2011 verscheen haar eerste soloplaat, een ep, die eerste alleen via haar website te koop was. Het plaatje was al snel uitverkocht. Er kwam een nieuwe persing die via de gewone kanalen verkocht werd. Vervolgens ging ze op tournee. Van een van de optredens zijn opnamen gemaakt. Vervolgens ging ze met een band op tournee.  
Naast haar werk voor Mostly Autumn verzorgde Findlay de hoes van een van de albums van Ritchie Blackmores, Blackmore's Night (2001) en zong ze op een album van Arjen Lucassens Ayreon (The Human Equation), Iona, Karnataka en Fish. Ook trad ze op met Uriah Heep en John Wetton. In 2005 nam ze met Angela Gordon (ook ex-Mostly Autumn) onder de naam Odin Dragonfly het album Offerings op.
Begin 2014 kwam de aankondiging van een nieuw album, op te nemen onder leiding van muziekproducent Troy Donockley. In 2015 was ze samen met Dave Kerzner bezig met een album voor hun gezamenlijke band Mantra Vega. 
In 2019/2020 ging ze op tournee om haar album Wild white horses te promoten, daarvoor moest ze de Atlantische Oceaan oversteken; het eerste optreden vond plaats in Nashville (Tennessee); andere optreden in Europa. Het resulteerde in een livealbum. In april en mei 2022 staat op het programma een aantal optredens met Anneke van Giersbergen; optredens vinden plaats in Engeland en Duitsland, afhankelijk van anticoronamaatregelen. 

## Privé
Ze beleefde een stormachtige relatie (december 2005- mei 2007) met Fish, die stuk liep op haar kinderwens (en niet van zijn kant) en zijn dwang om op huwelijkse voorwaarden te trouwen. Zou ze zijn contract niet ondertekenen, dan zou het huwelijk niet doorgaan, waarop Heather vertrok. Ze liet hem 10 weken voor de trouwdatum weten, dat ze een punt zette achter hun relatie. Uit een volgende relatie kreeg ze twee kinderen.

## Discografie
- zie Mostly Autumn tot en met Mostly Autumn Live 2009, haar afscheidstournee;
- 2011: The Phoenix Suite (8 april 2011)
- 2012: Heather Findlay and Chris Johnson, Live at the Cafe 68
- 2012: Songs from the old kitchen
- 2017: I am snow
- 2018: Aces and eights
- 2019: Wild white horses
- 2020: Live white horses